# ガボンの戦い
ガボンの戦い（ガボンのたたかい、Battle_of_Gabon）は、第二次世界大戦中の1940年11月にアフリカのガボンで発生した自由フランス軍とヴィシー・フランス軍（フランス国）の戦いである。

## 概要
1940年5月、ナチス・ドイツはフランスに侵攻して一部を占領し、フランスは分裂した。6月18日、フランスの国防次官シャルル・ド・ゴール准将はヴィシー政権に反対し、連合国側の戦闘に参加するよう呼びかけた。この呼びかけはフランスのアフリカ領土の分裂を引き起こし、植民地住民はどちらかの側につくかを選択することを余儀なくされた。
10月27日、自由フランス軍はフランス領赤道アフリカに侵攻し、ミチクを占領した。
11月5日、ランバレネのヴィシー・フランス軍守備隊が降伏した。
11月9日、自由フランス軍がリーブルヴィル飛行場を爆撃し、リーブルヴィルは11月10日に占領された。
11月12日、残存していたヴィシー・フランス軍は戦わずして降伏した。